# 弗吕热尔莱米讷
弗吕热尔莱米讷（法語：Frugerès-les-Mines，亦作，法語發音：[fʁyʒɛʁ le min]）是法国上卢瓦尔省的一个市镇，属于布里尤德区。

## 地名
该市镇在INSEE上登记的名称为，但在当地拼作，当地市镇牌上的拼写亦是如此。

## 地理
弗吕热尔莱米讷（45°23'11"N, 3°18'24"E）面积1.08 平方千米，位于法国奥弗涅-罗讷-阿尔卑斯大区上盧瓦爾省，该省份为法国中南部省份，北起多姆山省和卢瓦尔省，西接康塔爾省，南至洛泽尔省，东临阿尔代什省。
与弗吕热尔莱米讷接壤的市镇（或旧市镇、城区）包括：圣弗洛里娜、韦尔贡容。
弗吕热尔莱米讷的时区为UTC+01:00、UTC+02:00（夏令时）。

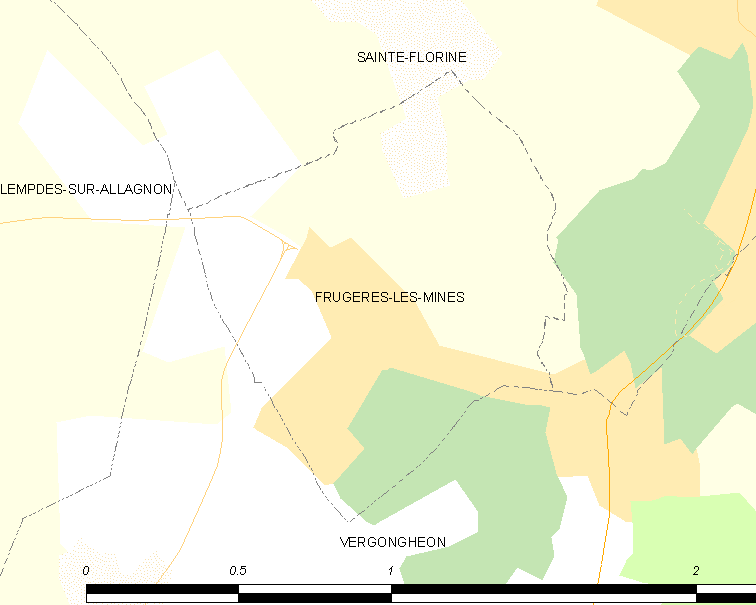
弗吕热尔莱米讷的OSM定位图

## 行政
弗吕热尔莱米讷的邮政编码为43250，INSEE市镇编码为43099。

## 政治
弗吕热尔莱米讷所属的省级选区为圣弗洛里娜县。

## 人口

1962-2008年间弗吕热尔莱米讷人口变化图示

弗吕热尔莱米讷于2022年1月1日时的人口数量为551人。